# 蘆裴德
蘆裴德（德語：Ferdinand Loy，1892年1月17日—1969年6月23日），是天主教德國籍神父及聖言會會士。曾任新疆宗座監牧區宗座監牧（1938年－1969年）。

## 生平
蘆裴德出生於1892年1月17日，德意志帝國北萊茵-西法倫州明斯特赫爾斯。1913年，20歲時加入聖言會及發初願，1920年27歲時發永願。1920年11月14日，蘆裴德在28歲時晉鐸，後被派往中國新疆傳教。
1930年2月14日，聖座從蘭州府宗座代牧區劃出新疆省，恢復新疆自治傳教區。1931年11月20日，蘆裴德在39歲時，獲時任教宗庇護十一世任命為新疆傳教區神長。
1938年5月21日，自治傳教區升為新疆宗座監牧區，盧裴德神父留任成為宗座監牧。
1949年10月1日，中國共產黨在中國大陸地區建立中華人民共和國，並開始針對天主教進行宗教迫害及打壓，教會已經無法正常功能。1951年，蘆裴德神父被拘及驅逐出境。
1961年6月25日，蘆裴德神父在荷蘭林堡省芬洛斯蒂爾去世，享年77歲。